# Eparctocyona
Eparctyona là một nhánh động vật có vú có nhau thai bao gồm các bộ artiodactyla (động vật móng guốc chẵn), bộ cá voi (cá voi và các loài có liên quan), và bộ condylarthra đã tuyệt chủng.